# The Moment After
The Moment After es una película de drama y suspenso cristiano. Dirigida por Wes Llewellyn, producida por Bobby Downes, Kevin Downes y David A. R. White y estrenada el 1999.